# Pedro Fortoul
Juan Nepomuceno Pedro Fortoul Sánchez (Villa del Rosario, Colombia, 27 de mayo de 1780 - Cúcuta, Colombia, 5 de enero de 1837), militar y político colombiano, una de las figuras más destacadas de la emancipación de Cúcuta y Norte de Santander. Participó en  las guerras de independencia de Colombia, alcanzando el grado de Coronel, se destacó especialmente en la batalla de Boyacá en 1819, durante la Campaña Libertadora de Nueva Granada. Primo hermano de Francisco de Paula Santander. El municipio de Fortul, en el departamento de Arauca lleva su nombre en su honor.

## Biografía
Nació el 27 de mayo de 1780 en la Villa del Rosario. Hijo de Esteban José Fortoul y María Inés Sánchez Osorio y Rangel de Cuellar. Sus hermanos María del Carmen, Bárbara Josefa, Juana Evangelista, Eduardo y María Cleofe.
Recibió las aguas bautismales en la parroquia de Nuestra Señora del Rosario un día después de su nacimiento de manos del presbítero Juan Ignacio Gutiérrez. Sus primeras letras las recibió en esta Villa de manos de su profesor don Agustín Salazar en la escuela que funcionaba en esta población.
Cuando tenía 13 años y estudiaba en el Colegio San Bartolomé en Santa Fe de Bogotá, pero la muerte de su padre lo obligó a dejar la carrera de estudios y dedicarse a la agricultura y al comercio. Muerto su padre el 25 de enero de 1797, don Pedro Fortoul  como hijo mayor se pone al frente del hogar Fortoul-Sánchez en el ejercicio de cuidar y administrar los bienes dejados por su padre especialmente de las haciendas de La Palmera.
Pedro Fortoul contrajo matrimonio a los 35 años de edad en esta Villa, con la dama rosariense doña Manuela García Nava, el 28 de agosto de 1805.  
Luego del inicio de la guerra de independencia entró como teniente de la milicia al ejército independentista de Cúcuta en 1810 y sirvió bajo el mando de su primo Francisco de Paula Santander del General Rafael Urdaneta y estuvo bajo las órdenes de Simón Bolívar.
A los seis meses de haber ingresado al ejercioto ganó el grado de Capitán, en enero de 1811.
En 1813 fue nombrado Capitán de milicias de Villa del Rosario y al frente de ellas se batió como buen soldado en los combates de Lomapelada, Capacho y Llano Carrillo, distinguiéndose en este último de una manera notable el 18 de octubre de 1813.
Fortoul  fue de los pocos oficiales que con Santander se salvaron en la derrota de Carrillo, atacadas las fuerzas republicanas por Lizon en octubre de 1813.
Emigró con su familia hacia Apure en el año de 1816, y por esto sus sufrimientos fueron mayores de lo que habrían sido si solo él hubiera emigrado. Con su esposa, la señora Manuela Ramírez, y tres niños de muy tierna edad, tuvo que pasar las llanuras inundadas, haciendo a pie largas jornadas y descansando de ellas a la intemperie, rodeados de toda especie de penalidades y peligros. 

## Campaña Libertadora
El general Pedro Fortul acompañó a los patriotas en la Campaña Libertadora hasta la Batalla del Pantano de Vargas (25 de julio de 1819), recibiendo en la población Corrales de Bonza el encargo por parte de Bolívar de ir a Pamplona a comandar en esa provincia la parte política y organizar la defensa militar, en caso de que las tropas realistas avanzaran  desde Cúcuta hacia la Nueva Granada.
Realizó el paso por de los Andes por las fuerzas patriotas. Como Jefe del Estado Mayor Pedro Fortoul ayudo a organizar las tropas de la Batalla de Boyacá el 7 de agosto de 1819 junto a su primo el General Santander y Simón Bolívar. Después de haber luchado en los combates, recibe del General Bolívar la orden de marcharse a la provincia de Pamplona con el objeto de evitar una sublevación por parte de sus habitantes.
Hallose entre otras en las siguientes acciones: 
1812. San José de Cúcuta
1813. Capacho
1813. Carrillo
1814. Bálaga
1815. Cachirí
1816. Yagual
1816. San Antonio de Apure
1818. Barinas
1819. Santodomingo, Cura, Pueblo de Setenta, Pantano de Vargas y Cruces.
1819. Boyacá

### Batalla de Juan Frío
El 23 de septiembre de 1819 junto con las tropas a su mando, acompañó al general Carlos Soublette en la batalla que se libró en Juan Frío, la cual sacó definitivamente a los españoles de esta  región que había logrado escapar de la batalla de Boyacá.
Así lo señaló el general Soublette dos días después de este acontecimiento “Organizado el ejército en dos divisiones de vanguardia y retaguardia, compuesta la primera de los batallones Bravo de Páez y Cazadores de Pamplona y un escuadrón de Guías a las órdenes del señor Coronel Carrillo y la segunda, de los batallones Primero de Línea, Boyacá y Tunja, a las del señor Coronel Briceño, me puse en marcha de la ciudad de Pamplona el día 20 y habiendo tomado las más exactas medidas para que el enemigo no supiese mi movimiento, logré llegar el 23 a las Once de la mañana al llano de Juan Frío sin ser descubierto; pero allí cuatro paisanos que enviaba el enemigo de vigías, me vieron y sin embargo que los siguieron se escaparon dos y trajeron el alarma al Rosario.
“Como estos caminos son desfiladeros interminables, tuve que hacer un alto de más de hora y media para reunir la división y cuando ya me preparaba a marchar sobre la Villa, rompió el fuego el enemigo sobre la cabeza de mi columna, casi a quemarropa y abrigado con los bosques de que está cubierto este país.
Inmediatamente hice marchar de frente por el camino principal y con guerrillas sobre mi derecha me dirigí al Rosario a paso precipitado, habiendo casi dispersado la fuerza que vino al encuentro y cuando llegó la vanguardia encontró ya la Villa evacuada y que el enemigo aceleradamente había seguido el camino de San Antonio; lo perseguí con la caballería al galope e hice que siguiese toda la columna.

## Vida Pública
Al año de esta batalla el Libertador Simón Bolívar promueve a Fortoul de la gobernación de Pamplona a la comandancia general del Socorro, dejando del comando militar a Francisco Soto.
En 1823, cuando tenía a su cargo los valles de Cúcuta y San Juan de Girón se dictó el decreto para ascenderlo a General de Brigada junto con Pablo Briceño Méndez, José Padilla y Manuel Manrique.
Fortoul gobernó cinco años como intendente y comandante general del departamento de Boyacá, después de sus campañas del norte, enviando desde allí toda clase de recursos para la del sur de la Nueva Granada y la del Perú.
En 1826 fue elegido senador de la república por Pamplona. Estaba condecorado con la Estrella de los Libertadores de Venezuela.  Fue General de División el 30 de octubre de 1829, ganando todos sus ascensos por rigurosa escala. En 1831 en delicado estado de salud se radicó en su pueblo natal
En 1832 sirve como representante a la cámara como jefe político del cantón del Rosario, cargo que ocupó hasta sus últimos días.

## Muerte
Falleció en Cúcuta el 5 de enero de 1837 a la edad de 57 años, su cuerpo fue traslado a la Villa del Rosario donde se hizo el entierro público.

Aquí descansan los restos del ciudadano General Pedro Fortoul. Nació en el Rosario de Cúcuta el 28 de mayo de 1780.
En el año de 10 empuñó la espada en defensa de su patria. Siempre fiel a las instituciones liberales. Buen esposo y excelente padre. Murió en San José de Cúcuta el 5 de enero de 1837.
A su memoria su esposa e hijos dedican este monumento.

## Genealogía

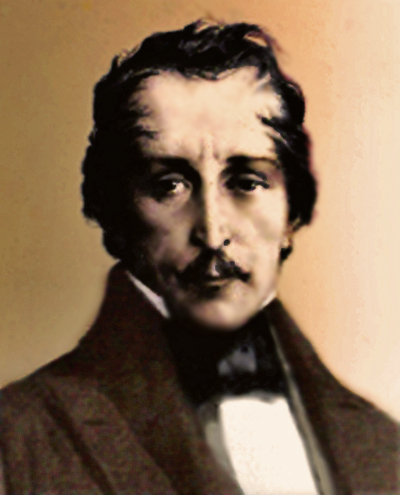
Francisco de Paula Santander, su primo.

Sus padres eran Esteban Fortoul y María Inés Sánchez Osorio y Rangel de Cuellar, hija a su vez de Antonia Rangel de Cuellar y primo hermano de Francisco de Paula Santander.
Sus abuelos fueron Pedro Fortoul, oriundo de Guillestre, Francia en los Altos Alpes, y Nicolasa Antonia de Santander y Jovel Moncada. Don Pedro Fortoul llegó a Nueva España en 1741 y en San Cristóbal de Venezuela "sirvió delicados empleos de justicia y de gobierno, que supo cubrir con escrupulosa probidad, entre ellos los de Juez subdelegado de Rentas, visitador de tiendas, teniente oficial real, Regidor y Alcalde de segundo voto. Ejerció otros destinos en diversos pueblos de la jurisdicción de San Cristóbal". 
Su familia incluía su hermana María Cleofe Fortoul, que se casó con José Joaquín Suárez, y era la bisabuela del escritor José Asunción Silva en segundas nupcias. 

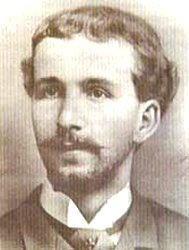
José Asunción Silva, su sobrino bisnieto.

El general Tomas Manby que fue oficial de la Legión Británica y desembarcó en 1818 en Angostura, se casó con María Josefa Fortoul y García, hija del general Pedro Fortoul y doña Manuela García Nava, Manby ganó sus grados en Boyacá, Carabobo, campaña del sur, Pichincha, Junín, Ayacucho, El Callao. Pedro era hermano de María Cleofe, casada con José Joaquín Suárez y Serrano, primos del general Santander. Su hijo Manuel Suárez contrajo nupcias con Sixta Santander Pontón, una de las hijas del general Santander.

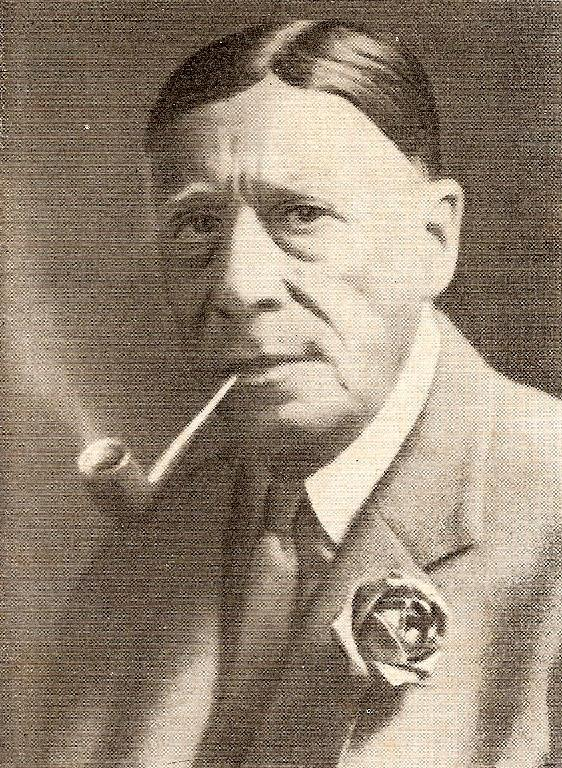
El expresidente de Venezuela, José Gil, uno de sus sobrinos terceros.

La mayoría de los parientes del general Fortoul perecieron en el campo de batalla sosteniendo la causa a que se había afiliado. Eduardo Fortoul, hermano suyo sin grado militar, murió en Carrillo masacrado a lanzazos con el resto de la tropa "atado a un árbol y atravesado el pecho por tantas lanzas cuantas en él cupieron".
Su tío era bisabuelo del político venezolano José Gil Fortoul, quien ocupó la presidencia de ese país entre 1913 a 1914. Gil era hijo a su vez del militar José Espíritu Santos Gil. Gil también era tío del empresario venezolano Cruz María Yepes Gil.
Una de sus primas era madre del político colombiano Manuel María Ramírez Fortoul.